# Aniello Prisco
Aniello Prisco (Nápoles, c. 1880-Nueva York, 16 de diciembre de 1912) fue un líder de pandilla y extorsionador italoestadounidense. Nació en Nápoles, emigró a la ciudad de Nueva York y dirigió una pandilla de Camorra, involucrándose en la red de extorsión, robo y asesinato Mano Negra. A pesar de sus numerosas detenciones, nunca fue condenado por ningún delito. Después de ingresar a un negocio perteneciente al jefe criminal Giosuè Gallucci y exigir un pago de $ 100, fue asesinado a tiros por el sobrino de Gallucci, John Russomano. Russomano fue arrestado pero liberado tres días después después de que un jurado decidiera que había actuado en defensa propia, ya que Prisco había estado amenazando a Gallucci con un revólver.

## Primeros años de vida
Nació en Nápoles alrededor de 1880. En algún momento, abandonó el Reino de Italia y se instaló en el 2133 de la Primera Avenida, en la sección Harlem del Este de Nueva York. Recibió el apodo de Zopo the Gimp («Zopo el Cojo»)debido a su cojera, que supuestamente fue causada por una herida de bala en la pierna que recibió después de un enfrentamiento en Long Island.

## Carrera criminal
Dirigía una banda de la Camorra con base principalmente en el cercano distrito de Brooklyn; con frecuencia había conflictos entre él y el jefe criminal Giosue Gallucci. Estuvo muy involucrado en el negocio de extorsión de la Mano Negra y era conocido como el «Rey de la Mano Negra» y «uno de los forajidos italianos más peligrosos en [Nueva York]». Se ganó reputación por robar y chantajear a dueños de negocios italianos.
Giosue Gallucci culpó a Prisco por el asesinato de su hermano, Genaro, ocurrido el 14 de noviembre de 1909. Después de que una mujer llamada Nellie Lenere apuñalara hasta la muerte al gánster Frank Monaco el 29 de octubre de 1911, su madre, Pasquarella Spinelli, fue asesinada a tiros; Prisco estuvo implicado en el crimen y fue arrestado en junio de 1912, pero no fue condenado. También fue arrestado en relación con los asesinatos del gánster de Harlem Antonio Zaraca y Giuseppe Jacco en septiembre de 1912. Fue arrestado al menos tres veces por portar armas ocultas y, menos de tres semanas antes de su muerte, fue arrestado por robo. A pesar de sus numerosos arrestos, nunca fue condenado por ningún delito.

## Muerte
En la mañana del 16 de diciembre de 1912, entró en la cafetería de Giosue Gallucci ubicada en 318 East 109th Street en el distrito de Manhattan de Nueva York, la misma tienda en la que Genaro Gallucci había sido asesinado tres años antes, y exigió un pago de $100 mientras mantenía a Gallucci a punta de pistola con un revólver calibre .38. John Russomano, sobrino y guardaespaldas de Gallucci, extrajo un revólver y le disparó a Prisco en la cabeza, matándolo. Los ocupantes de la cafetería se dispersaron, a excepción del camarero Michael Morelles, que afirmó ignorar lo ocurrido. El policía George L. Smith, que estaba apostado a una cuadra de distancia, escuchó los disparos y llegó primero al lugar, encontrando a Prisco muerto. Russomano se entregó a la policía y fue detenido bajo una fianza de 5000 dólares; Gallucci y Morelles fueron detenidos como testigos. Tres días después del asesinato de Prisco, Russomano fue liberado después de que un jurado decidiera que había actuado en defensa propia.